# Erika Mészáros
Erika Mészáros (ur. 24 września 1966 w Budapeszcie) – węgierska kajakarka, dwukrotna medalistka olimpijska.
Na igrzyskach startowała trzykrotnie (IO 88, IO 92, IO 96), na dwóch olimpiadach sięgając po medale. W 1988 zdobyła srebro w kajakowych czwórkach, cztery lata później Węgierki w tej konkurencji triumfowały. Ma w dorobku szereg medali mistrzostw świata, wywalczonych na różnych dystansach w latach 1986-1993, w tym dwa złote (K-2 i K-4) zdobyte w 1986.